# Галогеніди нітрогену
Галогені́ди азоту (рос. галогениды азота, англ. nitrogen halides) — галогенідні сполуки азоту складу NHal3.
Фторид NF3 i хлорид NCl3 мають структуру тригональної піраміди. NF3 i NCl3 за нормальних умов — гази.
Відомі також фториди диазоту FN=NF (існує в цис- і транс-формах) i F2N-NF2. Здатні передавати атом фтору на сильні акцептори (AsF5, SbF5):
F2N-NF2 + AsF5 → [N2F3]+AsF6-
F2N-NF2 + 2SbF5 → [N2F3]+Sb2F11-